# Microsoft Security Essentials
Microsoft Security Essentials (MSE) es un software antivirus gratuito creado y desarrollado por Microsoft, que proporciona protección contra virus informáticos, software espía, "rootkits" y troyanos para sistemas operativos de escritorio de la familia Microsoft Windows, como 7. MSE reemplaza a Windows Live OneCare (servicio de antivirus de suscripción) y a Windows Defender (antispyware) nada más que en Windows 8 el programa ya viene instalado solo que con el nombre de .Windows Defender. A pesar de estar relacionado con la familia de productos de protección y seguridad empresarial Microsoft Forefront, Microsoft Security Essentials está enfocado al uso doméstico y pequeños negocios. 

## Historia
Microsoft anunció el desarrollo de Morro (nombre en código), el 18 de noviembre de 2008. Esto marcó un cambio de rumbo en la estrategia de mercado de Microsoft con respecto a sus productos. En lugar de ofrecer una suscripción de pago a un antivirus (Windows Live OneCare) con una multitud de herramientas como controles parentales, almacenamiento de fotografías y programas cortafuegos, Morro sería gratuito para todas las versiones de Windows que fueran originales y ofrecería protección básica contra programas maliciosos. Microsoft Forefront para empresas, sería ofrecido junto con Morro, con herramientas adicionales de administración central.
El 23 de junio de 2009, se lanzó una versión beta pública con un cupo para 75.000 usuarios. Solo estaba disponible para Estados Unidos, Israel, China y Brasil.
Semanas después, Microsoft completó su proceso de desarrollo con lo que MSE fue lanzado al público a finales de septiembre de 2009 en más de 19 países y 8 idiomas, incluso el español.

### Versiones en desarrollo
El 19 de julio de 2010, Microsoft lanzó una rama de desarrollo y retroalimentación de información de futuras versiones de Microsoft Security Essentials, en el cual se presentó una versión beta 2.0, disponible en el sitio web de Microsoft Connect. Incluye nuevas características claves como: motor de protección actualizado, protección contra amenazas basadas en web y un sistema de detección de intrusos de red que funciona en Windows Vista y Windows 7, en diciembre de 2011 se lanza la primera Beta Pública de la versión 4.0 que incluiría entre nuevas funciones su compatibilidad con Windows 8.

## Características

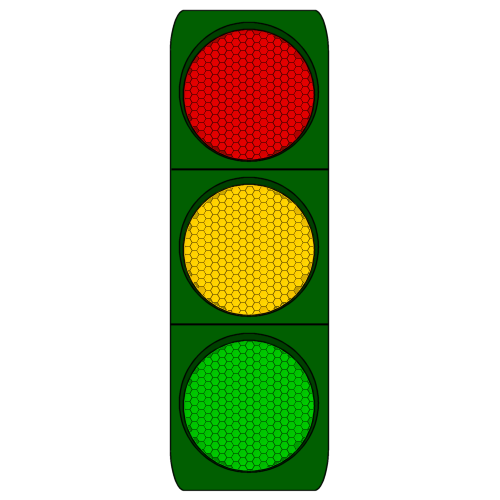
Microsoft Security Essentials incluye una interfaz sencilla de usar, la cual incorpora tres colores para indicar su estado de forma similar a un semáforo:
El equipo está "en peligro".
El equipo está "potencialmente desprotegido".
El equipo está "protegido".

Microsoft Security Essentials es una suite de seguridad básica diseñada para los usuarios de Windows, basado en el cliente para empresas "Forefront Client Security desktop agent". Proporciona un equivalente nivel de detección y eliminación de muchos tipos de software malicioso, sin poseer las características avanzadas de administración centralizada de Forefront. Incluye el mismo motor antimalware (denominado "Microsoft Malware Protection Engine" o MSMPENG) y las definiciones de virus de este y otros productos anteriores de la empresa, como Forefront Client Security, Windows Live OneCare y Windows Defender. Antes de la instalación, MSE revisa que la copia de Windows sea original y esté activada. El programa no requiere de registro o información personal del usuario. Tras la instalación, se desactivará Windows Defender (si se encuentra instalado), ya que MSE proporciona la misma protección contra programas espía y adware.
Usando la configuración predeterminada, MSE examinará en forma automática los archivos comprimidos (los descomprime y examina). Su servicio de firmas dinámicas mejora la identificación de archivos maliciosos, comprobando por nuevas actualizaciones de definiciones de virus si una aplicación exhibe un comportamiento sospechoso. Antes de tomar una acción contra un archivo sospechoso, MSE solicita la autorización del usuario. Si no se recibe ninguna respuesta en 10 minutos, MSE llevará a cabo acciones según su configuración predeterminada. Se creará un punto de restauración del sistema antes de eliminar el malware.
MSE busca y descarga actualizaciones de definiciones de virus de forma automática, las cuales son publicadas tres veces al día en Microsoft Update. Es posible descargar dichas actualizaciones en forma manual desde el portal de seguridad de la web de Microsoft.
MSE es un programa liviano que utiliza pocos recursos, ideal para equipos que carecen de potencia de procesamiento como netbooks. Los requisitos de hardware dependen del sistema operativo y no reflejan el uso de recursos del módulo antivirus, sino que están diseñados para asegurar buen rendimiento del sistema Windows más lo que el antivirus consuma en su funcionamiento. En Windows XP, se requiere un microprocesador de al menos 500 MHz y 256 MB de memoria RAM. Para Windows Vista y 7, se requiere un procesador de 1 gigahertz y 1 GB de RAM. En cualquier sistema operativo compatible, es obligatoria una pantalla VGA con resolución mínima de 800 x 600, 140 MB de espacio libre en disco duro y una conexión a Internet.

## Licenciamiento
Microsoft permite a los usuarios descargar en forma libre, instalar y utilizar Microsoft Security Essentials en un número ilimitado de computadoras domésticas de su propiedad y que tengan una copia original de Microsoft Windows; a su vez, pequeñas empresas pueden instalar el software en un máximo de 10 equipos. No se permite su uso en agencias gubernamentales, instituciones académicas y ambientes empresariales grandes.
Microsoft Security Essentials comprueba la autenticidad del sistema operativo durante y después de la instalación. Si se encuentra que el sistema operativo no es auténtico, Microsoft Security Essentials notificará al usuario sobre el estado de su licencia y dejará de funcionar tras un período de tiempo.
Los acuerdos de licencia de Microsoft Security Essentials prohíben al usuario el derecho de realizar ingeniería inversa, piratear, decompilar o desensamblar el software, además de publicar o divulgar los resultados de las pruebas comparativas de este software a terceros sin la aprobación por escrito de Microsoft Corporation.

## Recepción

### Respuesta de la industria
Después de que Microsoft anunciara Morro, el 19 de noviembre de 2008, las acciones de Symantec (NASDAQ: SYMC) y McAfee (NYSE: MFE) cayeron 9.44% y 6.62%. Las de Microsoft también cayeron 6%. Sin embargo, se dijo que Microsoft Security Essentials no competirá con otro software antivirus de pago, más bien fue "centrado en los 50% a 60% [de los usuarios de PC] que no tienen cómo pagar una protección antivirus y una protección antimalware", según Amy Barzdukas.
Representantes de Symantec, McAfee y de Kaspersky Lab habían descartado a Microsoft Security Essentials como competidor. Tom Powledge de Symantec afirmó que Windows Live OneCare ofrecía una "protección mediocre" y una "experiencia de usuario inferiores", lo que implica que Microsoft Security Essentials sería lo mismo. McAfee declaró que "con la cuota del mercado de OneCare de menos del 2%, entendemos la decisión de Microsoft para desplazar a su negocio de principal atención". Justin Priestley de Kaspersky dijo: "Microsoft seguirá manteniendo una cuota de mercado muy baja en el mercado de consumo, y no esperamos la salida de OneCare para cambiar el campo de juego en forma drástica".[cita requerida]
Un representante de AVG Technologies dijo: "Hay que ver esto como un paso positivo, siempre AVG ha creído en el derecho de uso gratuito de un programa antivirus en los últimos ocho años".[cita requerida] Sin embargo, AVG planteó la cuestión de distribuir el programa, "Microsoft tendrá que hacer algo más que poner el producto a disposición".
Después que un portavoz de Microsoft afirmara el 10 de junio de 2009, que pronto se liberaría una versión beta de Morro, las acciones de Microsoft (NASDAQ: MSFT) subieron un 2,1%. Las Acciones de Symantec y McAfee cayeron un 0,5% y el 1,3%. Daniel Ives, un analista con mercados de capital de FBR, declaró que Morro sería una "amenaza competitiva a largo plazo", aunque el impacto a corto plazo sería insignificante.[cita requerida]

### Reseñas
La beta pública recibió varias evaluaciones positivas: su bajo uso de recursos, interfaz de usuario sencilla y precio. Brian Krebs, de The Washington Post, encontró que MSE usó 4 megabytes de RAM durante las pruebas, incluso durante los análisis. Un "análisis rápido" tomó unos 10 minutos y un "análisis completo" unos 45 minutos en una instalación de Windows 7.
Ars Technica lo evaluó como positivo por su interfaz organizada, bajo uso de recursos y su condición de freeware.[cita requerida]
PC World observó su "clara" y "limpiamente diseñada" interfaz de usuario con pestañas. Sin embargo, PC World encontró que algunas de las configuraciones son enigmáticas y confusas. Algunas configuraciones, como qué hacer cuando se encuentra malware, predeterminan "Acción recomendada de Microsoft Security Essentials". No existe explicación de tal acción recomendada excepto en el archivo de ayuda. El editor se mostró también perplejo porque MSE no menciona que se actualiza en forma automática dentro de la interfaz; esto inclina a creer a algunos usuarios deben actualizar de modo manual MSE a través de la pestaña "Actualización". Sin embargo, este aviso sí fue incluido en la versión final.[cita requerida]
PC Magazine citó el pequeño paquete de instalación del MSE (alrededor de 7 MB, dependiendo del sistema operativo) y su instalación rápida. Como aspectos negativos, la instalación completa ocupó unos 110 MB de espacio, y la actualización inicial tomó 5 a 15 minutos. El editor señaló también el hecho de que MSE ajusta Windows Update al modo automático, el cual descarga e instala  las actualizaciones aunque puede ser modificado de nuevo mediante el panel de control. La instalación tuvo éxito en 12 sistemas infectados por malware. Algunos análisis completos tomaron más de una hora en sistemas infectados, sin embargo, un análisis en un sistema limpio tomó 35 minutos.
De acuerdo a Neil Rubenking, de PC Magazine, en una prueba a petición que él dirigió, Microsoft Security Essentials Beta encontró 89% de todas las muestras de malware: encontró solo un 30% de keyloggers comerciales, 67% de rootkits y solo la mitad de las muestras de scareware. La protección en tiempo real de la suite encontró 83% de todas las muestras de malware y bloqueó la mayoría de ellas. En esta prueba, MSE encontró 40% de los keyloggers comerciales y 78% de los rootkits. 
La versión oficial de Microsoft Security Essentials, no obstante, se comportó mejor en la prueba de AV-Test.org: detectó y atrapó 98.44% de 545.034 virus, gusanos y troyanos, así como 90.95% de 14.222 muestras de spyware y adware. También detectó y eliminó los 25 rootkits examinados. No generó ningún falso-positivo.
El 7 de enero de 2010, Microsoft Security Essentials ganó el premio a Mejor Software Gratuito de PCAdvisor.[cita requerida]